# Kiesel (Unternehmensgruppe)
Die Kiesel Group ist eine mittelständische Unternehmensgruppe mit Firmenzentrale im süddeutschen Baienfurt. Kiesel ist Händler von Bau-, Umschlag- und Gebrauchtmaschinen, Partner von Hitachi, Bell Equipment, Tobroco-Giant in Deutschland sowie Fuchs in 17 Ländern in Europa. Zudem ist Kiesel in Österreich, der Schweiz und Polen vertreten. Kiesel beschäftigt rund 1200 Mitarbeiter an 45 Niederlassungen in Deutschland (europaweit rund 55 Niederlassungen).

## Geschichte

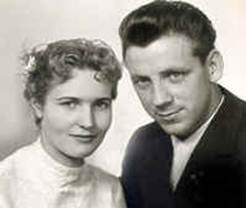
Christa und Helmut Kiesel. Aus der von ihnen gegründeten Fuchs-Servicestation ging die Kiesel Gruppe hervor.

Am 26. Oktober 1958 gründeten Helmut und Christa Kiesel in einem ehemaligen landwirtschaftlichen Anwesen im süddeutschen Weingarten eine Fuchs-Servicestation: Maschinen wurden repariert und Ersatzteile verkauft. Etwas später wurden gebrauchte Fuchs-Bagger verkauft, ehe mit dem Verkauf von Neumaschinen verschiedener Baumaschinenhersteller begonnen wurde. 1970 zog die Firma auf ihr heutiges 15.000 m² großes Betriebsgelände in Baienfurt bei Ravensburg. Nach dem Eintritt der Söhne Toni, Rainer und Jochen Kiesel in den Achtzigerjahren weitete sich der Betrieb durch die Erschließung neuer Märkte aus. Die Mitarbeiterzahl stieg auf ca. 100 an.
1991 expandierte Kiesel in die neuen Bundesländer mit einer Niederlassung in Landsberg bei Halle. Rund drei Jahre später wurde die Niederlassung Dresden eröffnet. 1996 übernahm Kiesel die Vertretung von Fuchs-Maschinen in Norwegen, ein Jahr später in Schweden. 2002 wurde in Österreich die Kiesel Austria GmbH sowie die Kiesel Nord GmbH in Hamburg gegründet. 2003 übertrug Hitachi an Kiesel die Vertriebsrechte für Süddeutschland. Im folgenden Jahr, 2004, stellte Kiesel zum ersten Mal mit eigenem Stand auf der Bauma aus und weitete sein Hitachi-Vertriebsgebiet weiter aus. 2005 wurde mit einem Technikzentrum in Stockstadt am Rhein der Bereich Technik und Service als eigenes Geschäftsfeld aufgebaut. Im gleichen Jahr wurde Kiesel West mit einer Niederlassung in Hürth bei Köln gegründet. Weiter übernahm Kiesel den Münchener Baumaschinenhändler Häfele.
2006 wurde Kiesel Generalvertriebspartner von Hitachi für ganz Deutschland und erwarb die Firma Preissler mit Standorten in Hildesheim, Osnabrück, Bielefeld und Braunschweig. 2007 bezog Kiesel den Neubau der Dienstleistungszentrale in Baienfurt. In Norddeutschland erwarb Kiesel die Firma Koops Baumaschinen aus Hamburg. Im gleichen Jahr gründete Kiesel gemeinsam mit der LBBW (Südleasing) die Kiesel Finance GmbH & Co. KG; zwei neue regionale Tochtergesellschaften werden gegründet: Die Kiesel Südost für Bayern und Kiesel Mitte für den Großraum Hessen. 2008 wurde Kiesel nach 50-jähriger Zusammenarbeit Generalimporteur für Fuchs Umschlagmaschinen in Deutschland. Kiesel verfügte über 24 eigene Standorte in Deutschland sowie 20 Vertriebs- und Kooperationspartner, 9 europäische Vertriebsgesellschaften und beschäftigte rund 550 Mitarbeiter.
2009 übernahm Kiesel den Vertrieb von Fuchs für die Slowakei und Tschechien. Im gleichen Jahr wurde der Traditions-Baumaschinenhändler Ungeheuer im Südwesten mit den Standorten Karlsruhe, Mannheim und Freiburg übernommen. Am Jahresende übernahm Kiesel den drittgrößten Baumaschinenhändler in Norddeutschland: die Berobau mit 9 Standorten (Aurich, Lingen (Ems), Osnabrück, Hannover, Bielefeld, Magdeburg, Bremen, Hamburg, Braunschweig) und ca. 150 Mitarbeitern und wuchs damit auf insgesamt 30 eigene Standorte. 2010 wurde die Kiesel Technologie- und Entwicklungsgesellschaft (KTEG) gegründet.
Im Jahr 2011 erhielt die K-TEG ihr erstes Patent und die Kiesel Abbruch- und Recyclingtechnik (K-ART) wurde gegründet. Kiesel erhielt von Fuchs das exklusive Vertriebsrecht für acht weitere Länder in Südosteuropa. 2012 übernahm Kiesel den in Franken ansässigen Baumaschinenhändler Reif mit vier Standorten (Ansbach, Schwandorf, Hirschfeld, Himmelkron). Im Gebiet Kiesel Ost kam mit der Übernahme des Baumaschinengeschäftes von Bausetra die Niederlassung Potsdam hinzu. Kiesel verfügte damit über 34 Standorte in Deutschland. Im gleichen Jahr wurden der Vertrieb von Mecalac (Marken Mecalac und Ahlmann) sowie Terex Dumper und Muldenkipper für Deutschland exklusiv an die Kiesel-Unternehmensgruppe vergeben. Des Weiteren wurden Giant Lader neu ins Programm aufgenommen. In Stockstadt am Rhein wurde ein zentrales Logistik- und Technologiezentrum gebaut und nahm seine Tätigkeit auf.
2014 wurde Kiesel Generalvertriebspartner von Hitachi in Österreich und der Geschäftsbereich Gebrauchtmaschinen firmiert als 100-prozentige Tochtergesellschaft unter dem Namen „Kiesel Worldwide Machinery“. 2015 wurde die Niederlassung in Hannover eröffnet. Im gleichen Jahr ging Kiesel bei der Weiterbildung seiner Mitarbeiter neue Wege und rief den Ausbildungsgang „Vertriebsspezialist“ mit der IHK ins Leben.
2016 präsentierte sich Kiesel unter dem Motto „Die Straße zum Erfolg“ auf der bauma in München, bei dieser Messe standen die Spezialmaschinen der KTEG im Vordergrund. Mit zahlreichen verkauften Maschinen und Anbaugeräten wurde es eine bauma der Rekorde. Die Regionalgesellschaften Kiesel Süd und Kiesel Süd-Ost fusionierten. 2017 übernahm Kiesel einen Mehrheitsanteil am polnischen Hitachi-Händler Tona SP z.o.o. sowie an der Bauma Rent GmbH mit Standorten in Stralsund und Rostock, um den Mietpark weiter auszubauen. Mit dem Spatenstich in Stockstadt fiel im Juli der Startschuss für das Coreum, eine Branchenplattform für die Baubranche in Stockstadt am Rhein. Zudem wurde die neue KTEG aus der bisherigen Tochtergesellschaft K-TEG und zwei weiteren Partnern gegründet. Im November 2022 feierte Firmengründer Helmut Kiesel seinen 90. Geburtstag.

## Organisation

### Struktur

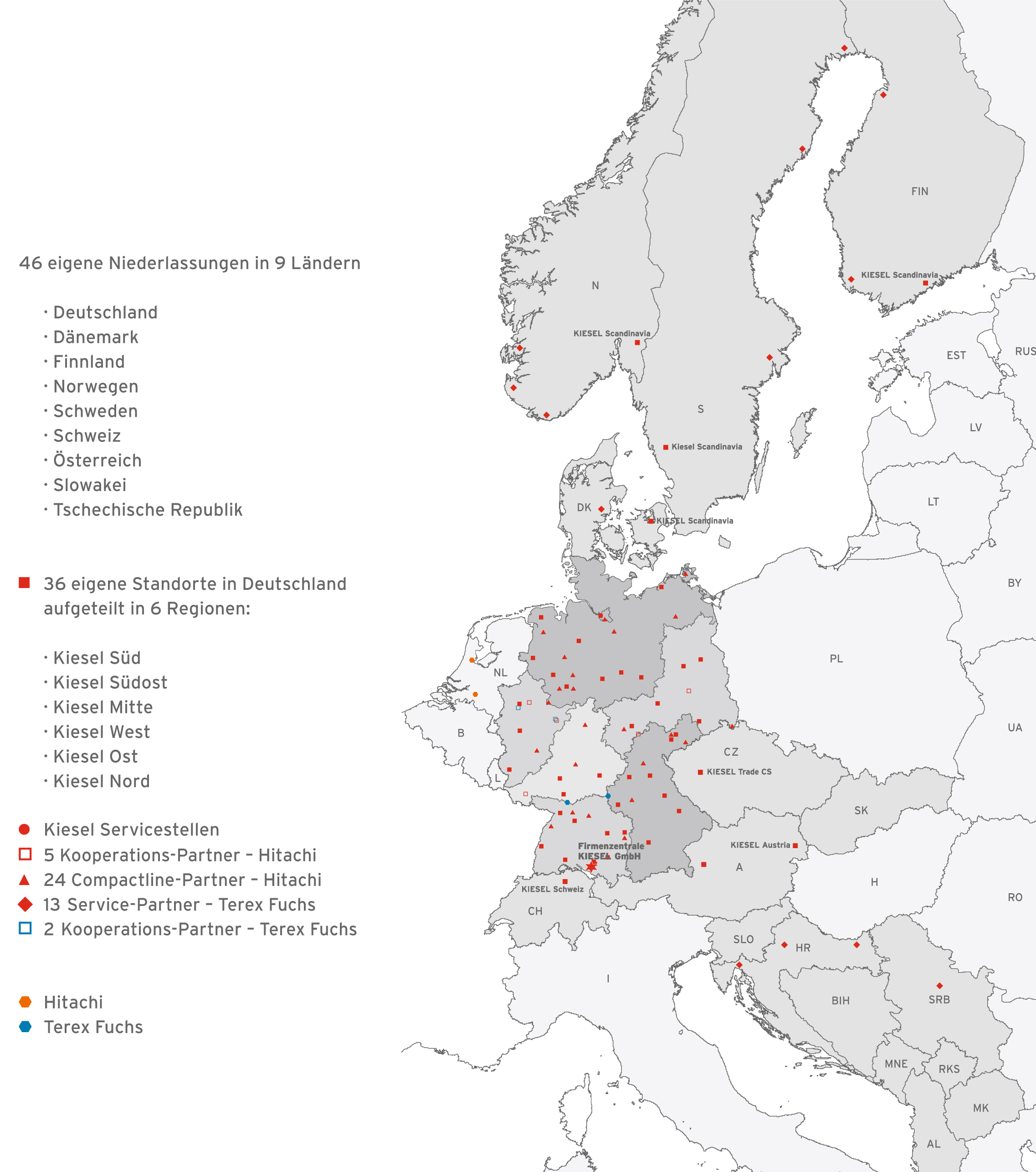
Kiesel Standorte und Partner in Europa

Kiesel hat drei regionale Gesellschaften und ein Netz von 45 Niederlassungen in Deutschland. Diese werden von der Muttergesellschaft in Baienfurt bei Ravensburg unternehmerisch gesteuert. Dort ist der Sitz der Geschäftsführung, Zentraleinkauf, Vertriebskoordination, Personal, Finanzen & Controlling, Marketing und IT.
International ist die Kiesel Group mit Gesellschaften in Norwegen, Schweden, Finnland, Dänemark, Österreich, Schweiz, Tschechien, Polen und der Slowakei vertreten und vertreibt Terex Fuchs zusätzlich in folgenden Ländern: Albanien, Kosovo, Kroatien, Mazedonien, Montenegro, Serbien, Slowenien, Bosnien und Herzegowina.

### Geschäftsbereiche
Die Tätigkeit von Kiesel erstreckt sich über die folgenden Bereiche:
- Baumaschinen
- Materialumschlag
- Gebrauchtmaschinen
- Anbautechnik
- Produktentwicklung
- Service
- Miete

### Personalien
Etwa 570 der insgesamt rund 1200 Mitarbeiter (Stand: Dezember 2022) sind im Service und in der Werkstatt tätig, rund 110 Mitarbeiter arbeiten im Ersatzteil- und Zubehörvertrieb. Etwa zehn Prozent der Mitarbeiter sind Auszubildende vor allem für Land- und Baumaschinentechnik. Daneben finden Ausbildungen im kaufmännischen Bereich und im Dualen Studium statt. Die Aus- und Weiterbildung findet in der Coreum Akademie statt. 2013, 2018 und 2022 wurde die Kiesel GmbH mit dem „Top Job“-Siegel als Top-Arbeitgeberin ausgezeichnet.
Geschäftsführender Gesellschafter der Kiesel GmbH ist Toni Kiesel. Neben ihm bilden Kathrin Kiesel, Maximilian Schmidt, Ludwig Vetter und Harald Thum die Geschäftsführung.

## Produkte & Dienstleistungen

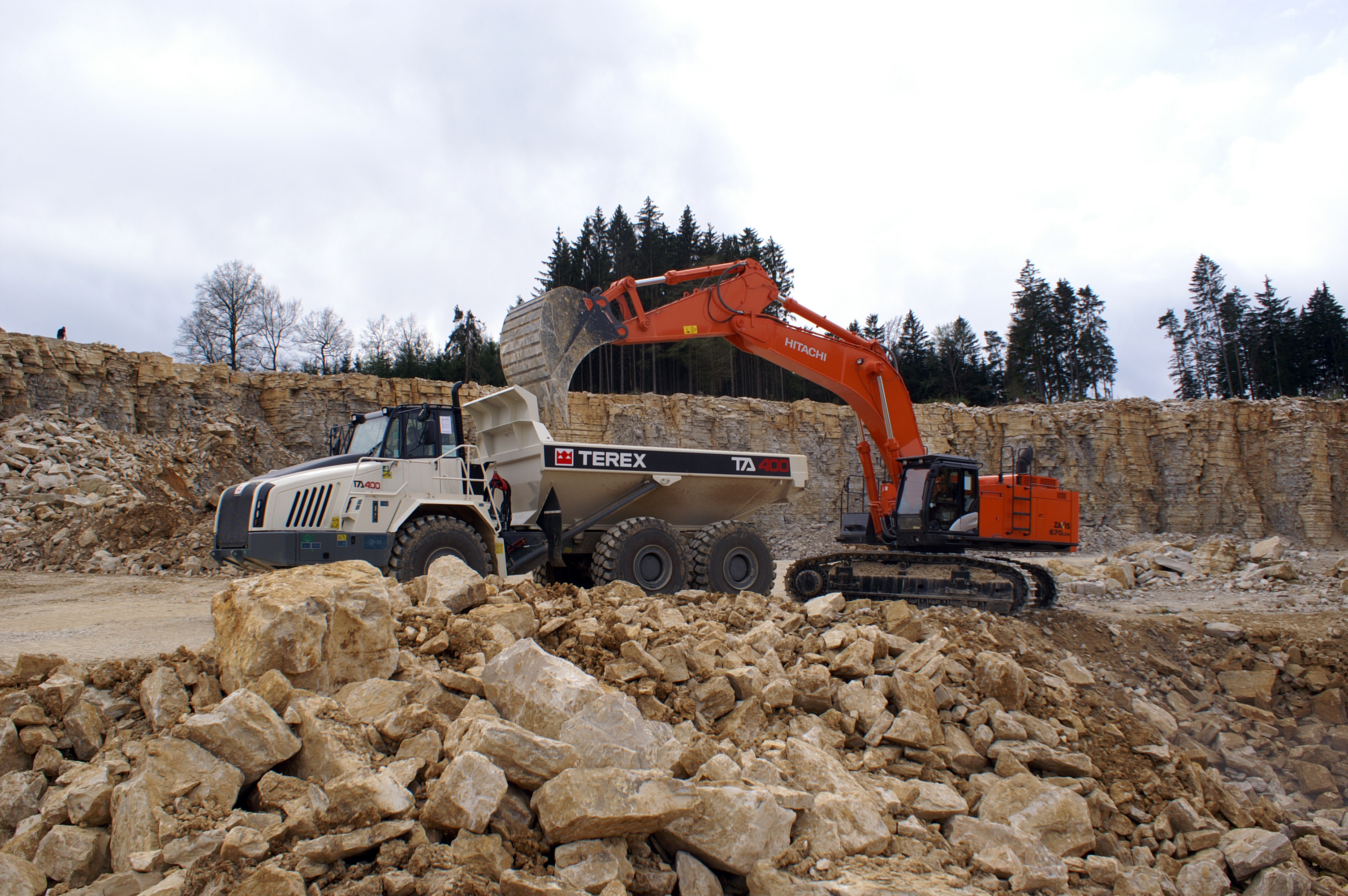
Hitachi Bagger ZX670LCH-5 und Terex Dumper TA400
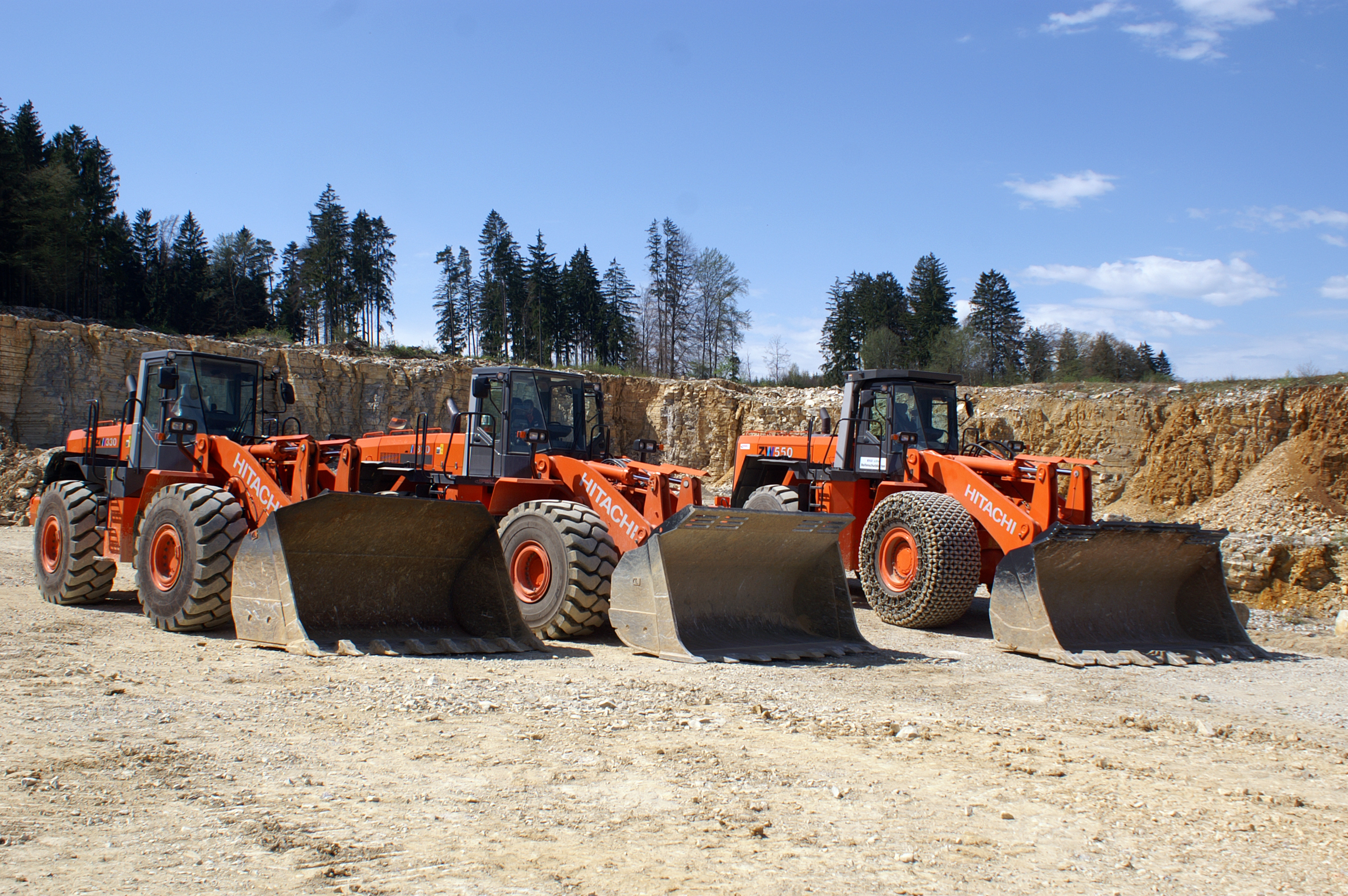
Hitachi Radlader ZW330, ZW370 und ZW550
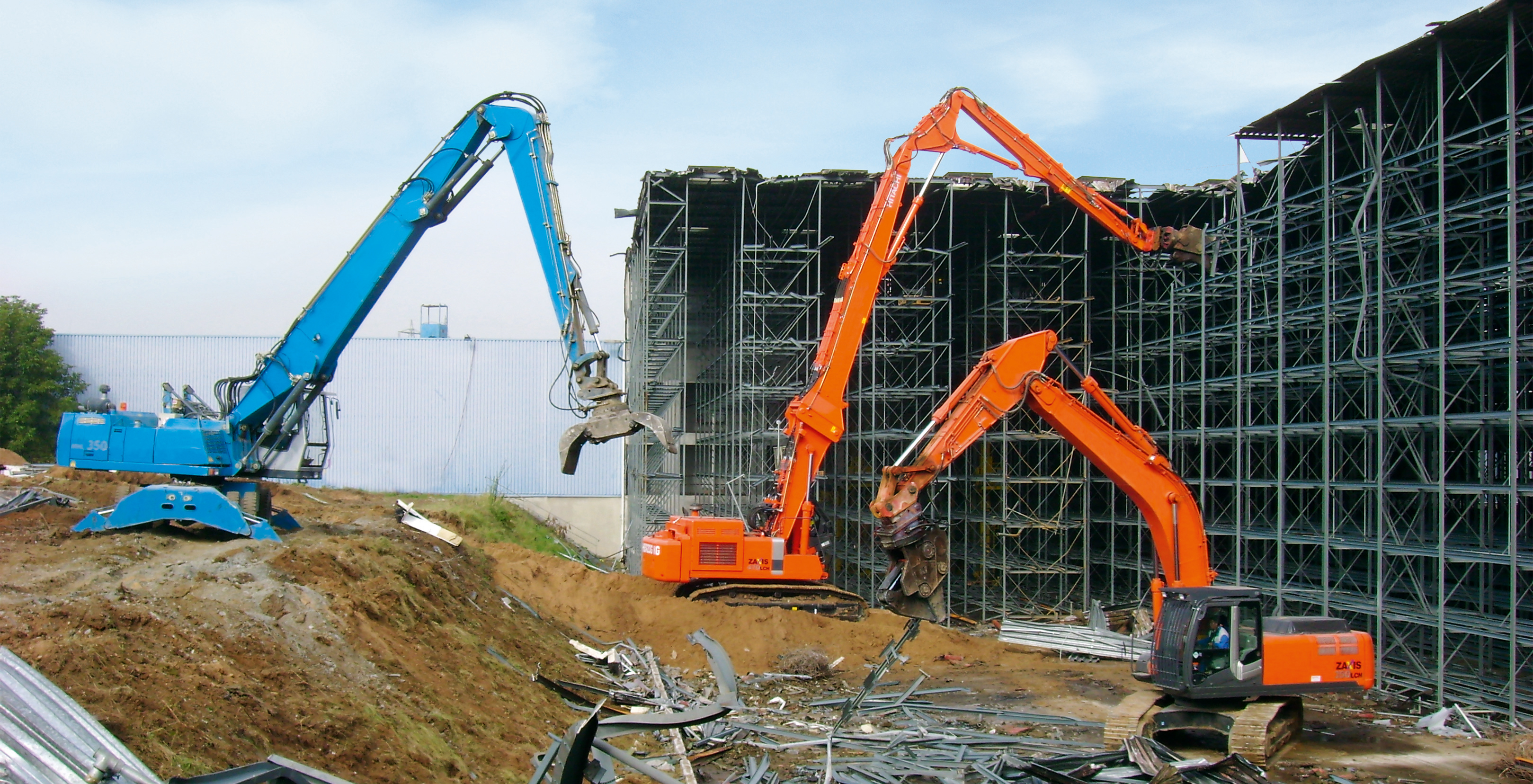
Terex Fuchs MHL350, Hitachi ZX470LCH-3 HQC und Hitachi ZX350LCN-3

Der Handel mit neuen und gebrauchten Bau- und Umschlagmaschinen ist neben Reparaturen, Sonderbauten und Service das Kerngeschäft von Kiesel. Zusätzlich bieten sie Dienstleistungen wie z. B. Finanzierung, Vermietung, Servicekonzepte und Systemlösungen an.
Im Einzelnen sind dies:
- Hitachi Baumaschinen
- Terex Fuchs Lademaschinen

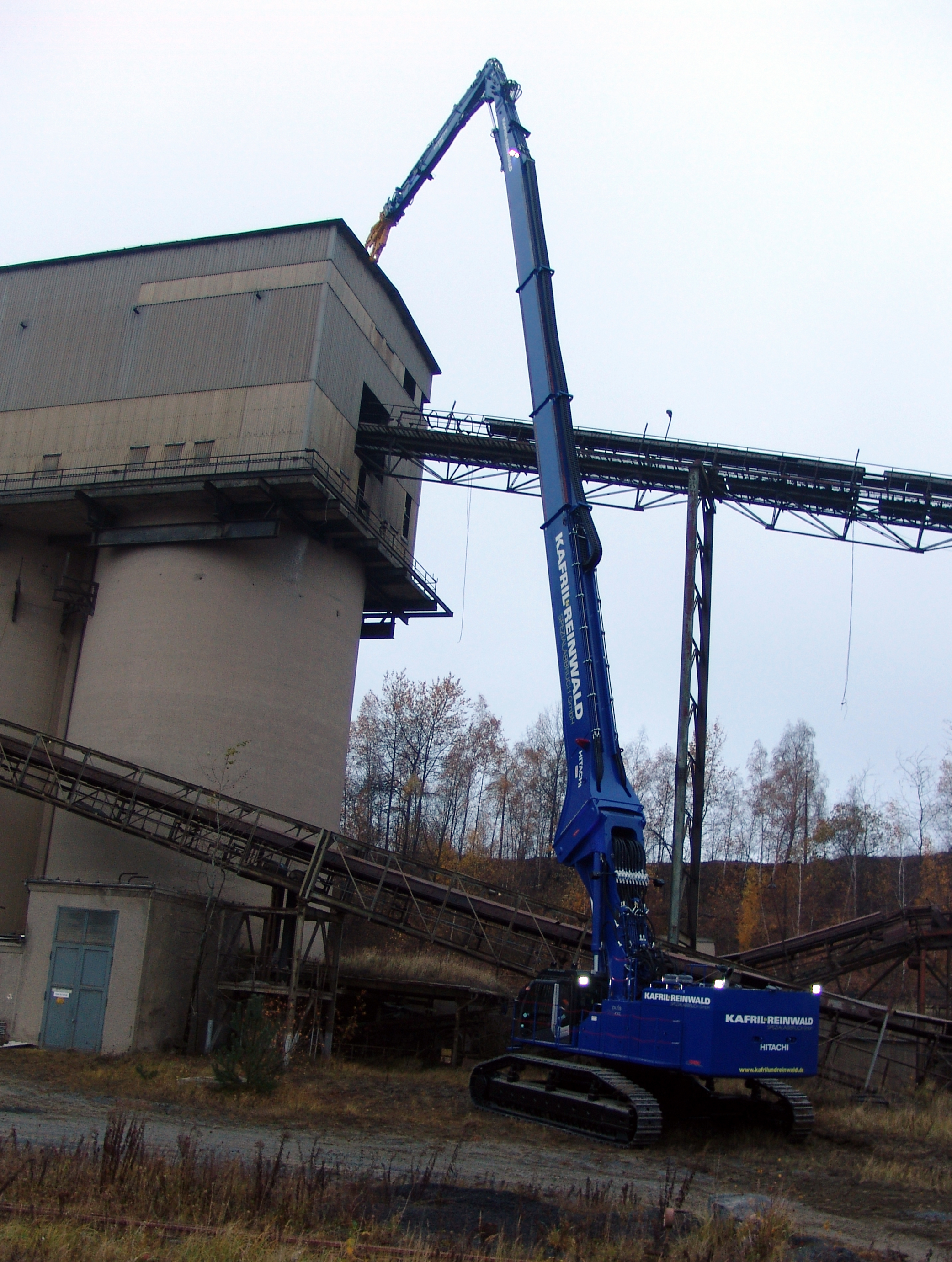
Hitachi ZX870LCD-3 XXL Demolition

- Knickgelenkte Muldenkipper und Dumper von Bell Equipment
- Giant Kompaktradlader
- Baljer & Zembrod Kran- & Förderanlagen
- Mantsinen Großumschlagmaschinen
- Gebrauchte Baumaschinen
- Anbautechnik
- Sonderbau
- Digitale Assistenzsysteme